# شاش X قطن (مسلسل)
شاش × قطن، مسلسل كوميدي مصري، إنتاج عام 2017. تدور الأحداث داخل مستشفى خاص بين فريق العمل من أطباء وممرضين وممرضات ومرضى في إطار كوميدي ساخر. يقع المسلسل في 29 حلقة، وهو من بطولة بيومي فؤاد وهشام إسماعيل ومحمود الليثي ومحمد ثروت وكريم قاسم ودينا محسن وإخراج إسماعيل فاروق وأحمد سامح.

## فريق العمل

### بطولة
| - بيومي فؤاد: د.حسن شاكر - هشام إسماعيل: د. شحات أشرف - محمود الليثي: ماجعفر السائق - مصطفى أبو سريع: عزرا الممرض - كريم قاسم: جون شاكر الطبيب - ويزو: فايزة الممرضة - محمد ثروت: قنديل الممرض - هبة عبد العزيز: باكينام المناويلي الطبيبة - سامي مغاوري: عم سامي المريض - طاهر أبو ليلة: كريم بالمشرحة | - محمد الصاوي: عبد الغني العرباوي - حسن عبد الفتاح: مرزوق العرباوي - نيرة عارف: سميرة - أمير العشري - عمرو الشاطر - سامح حسين: ضيف شرف ح1،2 - ياسر علي ماهر: وزير الداخلية ح2 - ريم البارودي: سارة ح3، 4 - علاء زينهم: المفتش ح5، 6 | - هاني إبراهيم: مفتش وزارة الصحة ح6 - محمد عبد الخالق: مفتش وزارة الصحة ح6 - نهال عنبر: ساندرا ح7، 8 - مروة عبد المنعم: د. شيري ح9، 10 - عبد الله مشرف: لاشين فكري ح11، 12 - خالد الغندور: شخصيته الحقيقة ح13، 14 - أحمد التهامي: عريس ح15، 16 - راندا البحيري: عروسة ح15، 16 - ياسر الطوبجي: برعي الدهشوري ح17، 18 | - حسام الجندي: حسام حبيب النمر ح17، 18 - أحمد صيام: سيد العربي ح19، 20 - محسن منصور: سالم صاحب الأسد ح21، 22 - سعد الصغير: المطرب ح23، 24 - إسماعيل فرغلي: الشيخ بركان ح25، 26 - محمد السعداوي: المخرج ح27، 28 - ريهام فاروق - عمر كامل - يوسف محمد سيد: طفل |

### إداريون
| - محمد الزغبي - تامر فرج: قصة ومعالجة درامية - محمد جلال - محمد الزغبي: إشراف على فريق الكتابة - ريهام عاصم: إستايلست - محمد المعتصم: مهندس الديكور - أحمد عبد المنعم - معتز مسلم: كاميرا مان - رامز بارود - معتز عبد العزيز: فوكس بولر - محمد مصطفى: مهندس صوت - ماكس ميديا: أعمال المونتاج وتصحيح الألوان - أحمد البدوي - باسم ربيع: تصميم المقدمة والنهاية - تيتو: كولوريست - إبراهيم بيجو: جافر | - زيزو: كي جريب - شادي العطار: كوافير - تامر دهب: ماكيير - أمير جادو: الموسيقى التصويرية - طارق علوش: مكساج - محمد ماهر: إسكريبت حركة - أحمد سامح: إسكريبت إكسسوار - أحمد عادل: إسكريبت ملابس - نور سامي: إسكريبت حوار - أحمد عيد صقر - أحمد عصام - احمد محسن - شهير: إدارة الإنتاج - إبراهيم التابعي - أحمد مصطفى كوك - عبد الحي جمال: متابعة مالية | - محمد عبده محمد: مدير مالي وإداري - علي ياسين: المستشار القانوني: للشركة - حمادة عربي - أسامة منصور: مدير الإنتاج - هشام إبراهيم: مدير إدارة الإنتاج - محمد السيسي: المنتج الفني - خالد أبو غريب: مخرج منفذ - أحد البدوي: منتج منفذ - غادة عز الدين: مونتاج - يوسف بارود: مدير تصوير - أشرف صقر: الإشراف على الإنتاج - محمد سمير - معتز غراب: منتج | - قناة الحياة: منتج - إسماعيل فاروق: مخرج - أحمد شيكو: مؤلف ح3 إلى 6، 23، 24، 27، 28 - أحمد عبد الوهاب: مؤلف ح7، 8، 11، 12 - كريم سامي: مؤلف ح7، 8، 11، 12 - هبة العفيفي: مؤلف ح9، 10، 15، 16، 21، 22، 25، 26 - أحمد الملواني: تأليف ح13، 14، 19 إلى 22 - نور الدين مهران: مؤلف - احمد سامح: مساعد مخرج - عمر مجدي نور: Training |

## الحلقات
| - الرهينة ج1 - الرهينة ج2 - بورتو شاكر ج1 - بورتو شاكر ج2 - المفتش ج1 - المفتش ج2 | - عملية تجميلية ج1 - عملية تجميلية ج2 - الأثار ج1 - الأثار ج2 - عيال فأر ج1 - عيال فأر ج2 | - الكورة مع جون ج1 - الكورة مع جون ج2 - ليلة طويلة ج1 - ليلة طويلة ج2 - دكتور جديد ج1 - دكتور جديد ج2 | - الإنتخابات ج1 - الإنتخابات ج2 - قلب الأسد ج1 - قلب الأسد ج2 - المهرجانات ج1 - المهرجانات ج2 | - الزار ج1 - الزار ج2 - الإعلان ج1 - الإعلان ج2 - الحالة الأخيرة ج1 |